# Меги Стифватер
Маргарет Мери Стифватер (Харисонбург; 18. новембар 1981), познатија као Меги Стифватер, је америчка списатељица фантастике за младе. Позната је по својим серијалима The Wolves of Mercy Falls и тетралогији The Raven Cycle.

## Младост
Рођена је у Харисонбургу, у Вирџинији. Као дете, желела је да буде борбени пилот и професионални возач. Била је страствени обожаватељ књига који ужива у писању. Већ од шестнаесте године је почела да подноси своје радове издавачима. Школовала се од куће од шестог разреда, и након свршетка средње школе, уписала је Колеџ Мери Вашингтон. До момента када је приступила факултету, написала је 30 романа. Са 16 година, променила је своје име из Хајди у Маргарет, а њено девојачко презиме је Хамел.

## Каријера
Објавила је свој први роман, Вилину сонату, у 2008. години. Пре објављивања Сонате, продала је права на Вилину баладу, наставак на Сонату, и Језу, прву књигу из триологије The Wolves of Mercy Falls. Продато је 1.7 милиона копија Језе и преведена је на 36 страних језика, укључујући и српски. 
У 2011. објавила је The Scorpio Races, која је била проглашена почасном књигом Micheal L. Printz награде.

## Приватни живот
Стифватерова је удата и живи са супругом и има двоје деце. Има 4 пса, 9 коза и коња. Отворена је о свом приватном животу и пише о њему на свом блогу. Бави се и другим врстама уметности, као што су музика и ликовна уметност. Пре него што јој је писање постала главна делатност, била је илустратор портрета, а тренутно има своје странице на Etsy и Society6 где продаје своје цртеже. Свира више инструмената и често са својим пратиоцима дели музику коју слуша током писања. Такође гаји велику страст према аутомобилима.

## Дела
Books of Faerie
1. Lament (2008)
2. Ballad (2009)
3. Requiem (није још увек објављена)

The Wolves of Mercy Falls
1. Shiver (2009)
2. Linger (2010)
3. Forever (2011)
4. Sinner (2014)

The Raven Cycle
1. The Raven Boys (2012)
2. The Dream Thieves (2013)
3. Blue Lily, Lily Blue (2014)
4. The Raven King (2016)
5. Opal (2018)

The Dreamer Trilogy
1. Call Down The Hawk (2019)
2. Mister Impossible (2021)

### Остали романи
1. The Scorpio Races (2011)
2. Spirit Animals Book 2: Hunted (2014)
3. Pip Bartlett's Guide to Magical Creatures (2015)
4. All the Crooked Saints (2017)

### Aнтологије
1. The Curiosities: A Collection of Stories (2012)
2. The Anatomy of Curiosity (2015)

### Кратке приче
1. The Hounds of Ulster (2010)
2. Non Quis, Sed Quid (2011)

### Визуелне новеле
Swamp Thing: Twin Branches (октобар 2020)